# Saint-Judas-de-la-nuit

Saint-Judas-de-la-nuit est un roman fantastique de  Jean Ray, paru une première fois inachevé en 1960 dans Les Cahiers de la Biloque puis complet en 1964 chez Laffont et en 1966 chez Marabout (Le livre des fantômes suivi de Saint-Judas-de-la-nuit - Marabout no 247 - 1966). Ce roman est dédié à Henri Vernes.

## Résumé
L'abbaye des Six-Tourelles tombe en ruines. Le Père Tranquillin et M. Sorbe semblent avoir une étrange mission. Tout semble remonter à l'aventure de trois étudiants à la recherche d'un « signe » magique.

## Commentaires
Le roman tourne autour du « Grimoire Stein », livre « maudit » qui daterait du XVe siècle, supposé conservé à la bibliothèque Bodley à Oxford. Il s'agit, comme le Necronomicon, d'un livre imaginaire.